# داني إدغار
داني إدغار (بالإنجليزية: Danny Edgar)‏ (3 أبريل 1910 في المملكة المتحدة - 23 مارس 1991) هو لاعب كرة قدم بريطاني (وحمل سابقاً جنسية المملكة المتحدة لبريطانيا العظمى وأيرلندا) في مركز الظهير. لعب مع نوتينغهام فورست.